# Hans-Christian Ströbele
Hans-Christian Ströbele, né le 7 juin 1939 à Halle-sur-Saale et mort le 29 août 2022 à Berlin, est un homme politique allemand. 
Diplômé en science politique à l'université de Heidelberg et à l'université libre de Berlin, il est député des Verts.

## Biographie

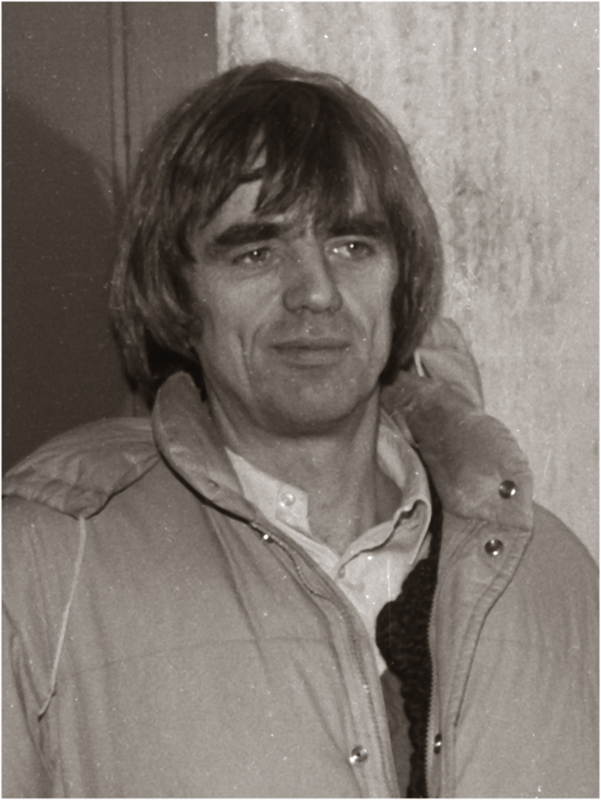
Hans-Christian Ströbele en 1987.